# Schwarzenbek
Schwarzenbek (dolnoniem. Swattenbeek) – miasto w Niemczech w kraju związkowym Szlezwik-Holsztyn, w powiecie Herzogtum Lauenburg, siedziba urzędu Schwarzenbek-Land. W 2022 roku miasto liczyło 16 889 mieszkańców.

## Historia
Pierwsza wzmianka o miejscowości pochodzi z roku 1291, w której wymieniana jest osoba o nazwisku Vulveke de Swartenbeke – członek rodziny Wulfów, posiadającej w Schwarzenbeku swoją rezydencję. Około 1600 roku rolniczą wieś włączono do Księstwa Saksonii-Lauenburga i ustanowiono ją siedzibą urzędu (niem. Amt). W połowie XIX wieku miejscowość znalazła się na skrzyżowaniu dwóch drogowych szlaków komunikacyjnych oraz na trasie linii kolejowej Hamburg-Berlin, co zaowocowało rozwojem przemysłu i handlu. W 1895 wzniesiono neogotycki kościół św. Franciszka. W 1953 Schwarzenbek uzyskał prawa miejskie, a w 1983 otwarto nowy ratusz.

## Współpraca
Miejscowości partnerskie:
- Aubenas, Francja
- Cesenatico, Włochy
- Delfzijl, Holandia
- Haimen, Chiny
- Sierre, Szwajcaria
- Zelzate, Belgia